# Димитриос Канацулис
Димитриос Канацулис (на гръцки: Δημήτριος Κανατσούλης) е гръцки учен и университетски преподавате, историк, специалист по Класическата античност.

## Биография
Роден е в 1907 година в западномакедонския град Сятища, тогава Османската империя, днес Гърция. След завършване на средното си образование в родния си град, той учи във Философския факултет на Атинския университет от 1925 до 1929 година. Става учител и от 1929 до 1936 година преподава в Анаргириевото училище на Спецес, след това в Караялениевото училище на Спецес и в сятищката гимназия.
В 1955 година е избран за преподавател по Антична история във Философския факултет на Солунския университет по предмета Македонска държавност и в 1971 година за редовен професор. Пенсионира се в 1973 година. Автор е на много трудове.
В изследователската си работа Канацулис се занимаваше предимно с история на Македония и Тракия в елинистическата и римската епоха.
Член е на Обществото за македонски изследвания и част от редакцията на списание „Македоника“.